# Házilégy
A házilégy (Musca domestica) a rovarok (Insecta) osztályának kétszárnyúak (Diptera) rendjébe, ezen belül az igazi legyek (Muscidae) családjába tartozó faj.

## Származása, elterjedése
A házilégy a sarkvidékek legtávolabbi pontjain kívül a világon mindenhol honos. A kiirtására irányuló kísérletek nem jártak eredménnyel. Továbbra is nagy tömegben fordul elő, főleg azokon a területeken, ahol rosszak a higiéniai viszonyok.

## Alfajai
- Musca domestica domestica
- Musca domestica vicina

## Megjelenése, felépítése

A házilégy anatómiája

A kifejlett házilégy hossza 6–8 milliméter és szárnyfesztávolsága 13–15 milliméter. A tor fekete, a potroh barna. Egy pár repülőszárnya van; hátulsó pár szárnya billérré, kis rezgővé alakult, ezek segítségével tud zümmögni és repülés közben manőverezni. Nagy összetett szeme lehet barna vagy szürke. Szájszerve tapogatópárnás nyaló-szívó. Az ízek és szagok érzékelésére szolgáló kemoreceptorok a lábon találhatóak.

## Életmódja, élőhelye
A légy magányos állat. A táplálékforrás közelében azonban több állat is összegyűlhet. Tápláléka elsősorban rothadó hús, gyümölcs és állati ürülék. Csücsörítő, nyaló-szívó szájszervével csak folyékony táplálékot képes fogyasztani. Táplálkozás előtt a légy megnyálazza táplálékát. Mivel az ember táplálékára is rászáll, sok betegséget terjeszt. Egyes becslések szerint ezek száma körülbelül 30; a legismertebbek ezek közül a tífusz, a kolera és a vérhas. Egy légyen átlagosan több mint 600 különböző baktériumfaj egyedei utaznak, köztük kórokozók.

### Szaporodása
A párzási időszak az éghajlattól függ. A nőstény légy már 3 napos korában képes petéket rakni. A nőstény legfeljebb 500 petét tud lerakni, 120–150 petét tartalmazó csomókban. A petecsomókat olyan rothadó anyagokba rakja, amelyek a lárva számára táplálékul szolgálnak. Egy pete körülbelül 1 milliméter hosszú. A peték 12–24 óra alatt fejlődnek ki. Ekkor kikelnek a lárvák, és falánkan rávetik magukat a táplálékra. A kikelés után 3–4 nappal a lárvák bebábozódnak, és kemény, hordó formájú hüvely képződik. A fiatal légy, amikor kiszabadul a tokból, még nem teljesen kifejlett. A kifejlett házilégy élettartama 2–4 hét is lehet; azonban néha az év utolsó nemzedéke áthibernálja a telet.